# Anton Ludwig
Anton Ludwig (* 16. März 1798 in Halbendorf bei Glatz, Grafschaft Glatz; † 1. September 1869 in Ebersdorf, Landkreis Habelschwerdt, Provinz Schlesien) war ein deutscher Theologe und von 1846 bis 1869 Großdechant sowie Vikar der bis 1972 zum Erzbistum Prag gehörenden Grafschaft Glatz.

## Leben

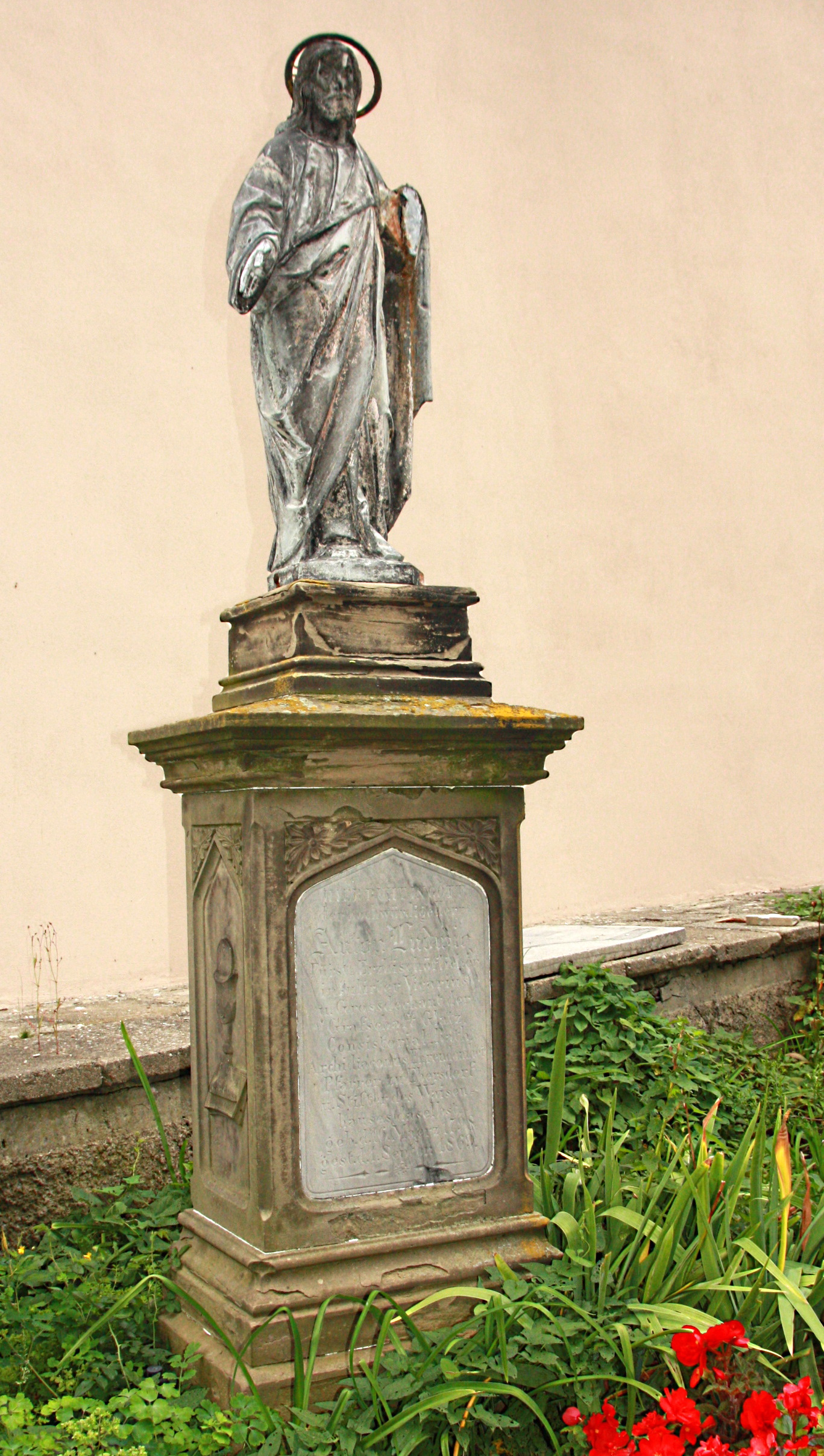
Anton Ludwigs Grab in Ebersdorf

Anton Ludwig war der Sohn eines Fuhrmanns. Nach dem Abitur am Katholischen Gymnasium in Glatz studierte er mit finanzieller Unterstützung der Ursulinerinnen Katholische Theologie an der Universität Breslau. Am 20. Oktober 1822 wurde er durch den Breslauer Weihbischof Emanuel von Schimonsky für das Erzbistum Prag zum Priester geweiht. Anschließend wirkte er zwei Jahre als Kaplan in Eckersdorf und zugleich als Erzieher der Kinder des Grafen von Magnis. Danach wurde er vom Großdechanten Joseph Knauer, dem späteren Bischof von Breslau, nach Habelschwerdt berufen, bei dem er später das Amt des Dekanatssekretärs übernahm. 1833 wurde er Pfarrer von Ebersdorf. Nach dem Tod des Großdechanten Johann Joseph Harbig wurde ihm vertretungsweise das Dechanten- und Vikariatsamt übertragen. Am 15. Juni 1846 wurde er vom Prager Erzbischof Alois Joseph Schrenck von Notzing zum Vikar und durch die preußische Regierung zum Großdechanten der Grafschaft Glatz ernannt.
Anton Ludwigs Amtszeit fiel in die Zeit der Deutschen Revolution von 1848/1849. Mit der Ausbildung von Geistlichen und der Abhaltung von Volksmissionen stärkte er das religiöse Leben. Zudem setzte er sich für die Erneuerung des Ordenslebens ein, da durch die Aufhebung des Jesuitenordens 1773 und die Säkularisation 1810 alle Klöster aufgelöst worden waren. 1857 wurde für ihn und seine Nachfolger das päpstliche Recht bestätigt, das Pektoralkreuz zu tragen sowie für ihn persönlich das Inful. Aus gesundheitlichen Gründen wurde er 1868 auf eigenen Wunsch von seinem Amt als Großdechant enthoben, behielt jedoch weiterhin die Pfarrei Ebersdorf. Nachfolger im Amt des Großdechanten wurde am 2. April 1869 Franz Brand. Wenige Monate später verstarb Anton Ludwig am 1. September 1869. Am 4. September 1869 wurde er am Kirchhof von Ebersdorf beigesetzt.